# 覇者
覇者（はしゃ）とは、中国（春秋時代）の周王朝下の諸侯（君主）に与えられる名誉「覇」を得た者の尊称。
「徳」を以て天下を治める者を「王者（周王室を指す）」と呼ぶのに対し、「実力」および諸侯の信を得て天下にその名を知らしめた君主を「覇者」と呼んだ。初期は、周王室を護って夷狄を退けること（尊王攘夷）によって授けられたが、周の権威が失われるにつれ、諸侯を集め盟主として会盟を行うことで覇を唱えるようになった。代表的な存在として斉の桓公、晋の文公などがいる。会盟を主宰して覇者となった君主のうち代表的な5人を挙げて春秋五覇と呼ぶが、どの人物がその5人に当てはまるか、具体的にはどの説でも必ず含まれる斉の桓公、晋の文公以外の三人が誰になるかはまちまちである。
ここから転じて上記に限らず、実力などにより天下を得た者や現代においては競技などで優勝した者を覇者と呼ぶことがある。